# Martin Stone (catch)
Martin Harris (né le 31 décembre 1981 à Londres) est un catcheur britannique.

## Carrière

### Circuit Indépendant (2003-2012)
Harris est entraîné par la FWA Academy et la Dropkixx Academy en 2003 et 2004, en catchant sous le nom de Joe Riot, participant à son premier match à FWA:A's Revenge - Chapter IV face à Leroy Kincaide le 29 novembre 2003 à Portsmouth. En septembre 2007, Stone part pour la fédération allemande  Westside Xtreme Wrestling. Le 26 juillet 2008, Stone remporte le wXw World Tag Team Championships avec  Doug Williams pour battre AbLas (Absolute Andy & Steve Douglas) à wXw Broken Rulz VIII à Oberhausen.
Le 28 août 2008, Stone bat Eamon O'Neill et James Tighe pour remporter le Premier Promotions Worthing Trophy.

### World Wrestling Entertainment (2012-2014)
En 2012, Stone signe un contrat de développement avec la WWE sous le nom de Danny Burch.

#### NXT Wrestling (2012-2014)
Il fait ses débuts le 15 mai à NXT en perdant contre Bray Wyatt.
Il est licencié de la WWE, le 30 avril 2014.

### Retour à la World Wrestling Entertainment (2015-2022)

#### Retour à NXT (2015-2016)
Fin 2015, il fait son retour dans le roster de NXT.

#### WWE United Kingdom Tournament et retour à NXT (2017-2022)

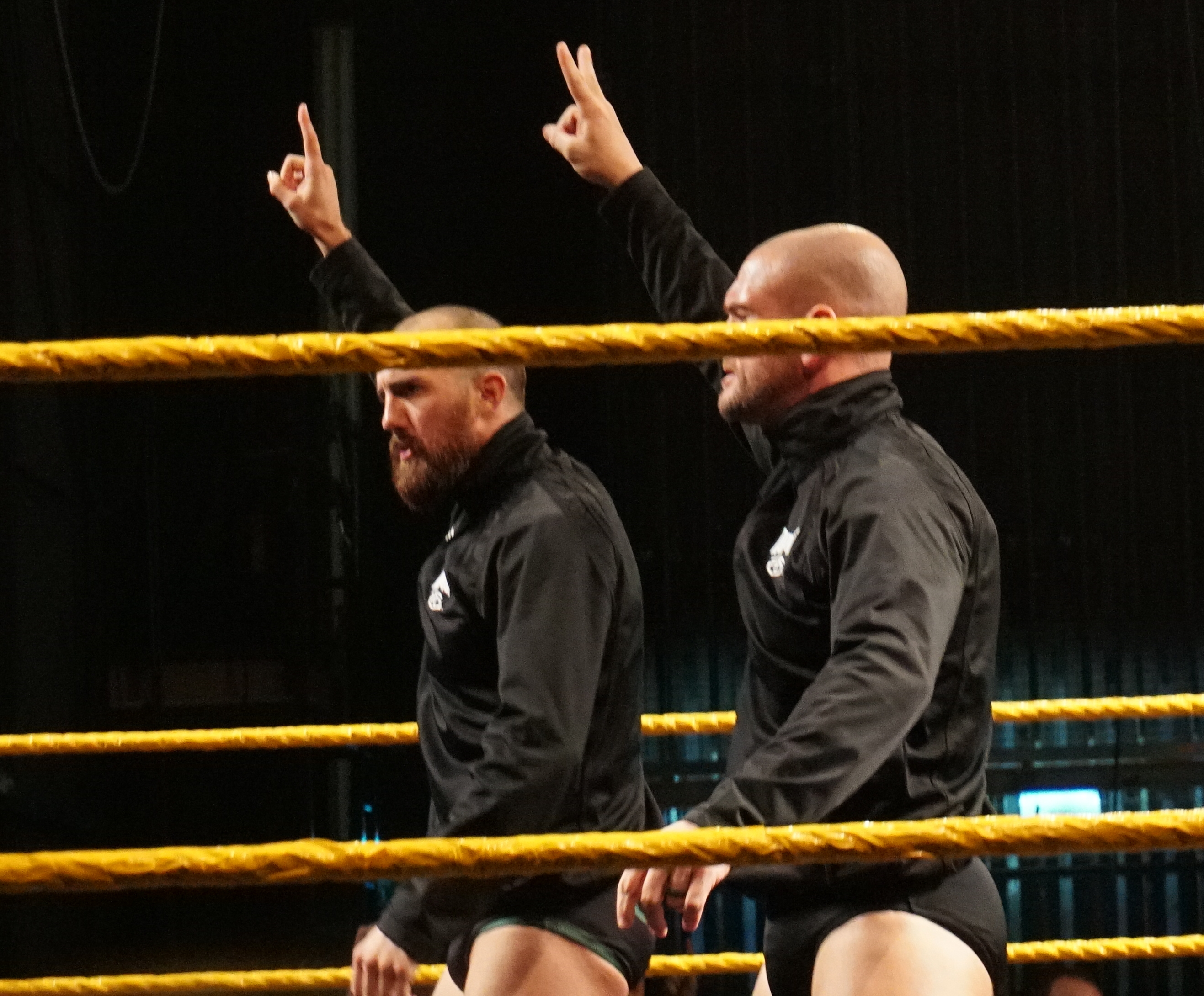
Burch (à droite) et Oney Lorcan exécutant leur pose de signature en juin 2018

Le 6 janvier, la WWE annonce sa participation au WWE United Kingdom Championship Tournament.
Le 16 juin lors de NXT TakeOver: Chicago II, lui et Oney Lorcan perdent contre Kyle O'Reilly et Roderick Strong et ne remportent pas les NXT Tag Team Championship.

#### NXT Tag Team Champion et alliance avec Pat McAfee (2020-2022)
Le 21 octobre à NXT, lui et Oney Lorcan battent Breezango (Tyler Breeze et Fandango) et remportent les NXT Tag Team Championship grâce à une aide de Pat McAfee et effectuent un Heel Turn.

#### Blessure, retour et départ (2021-2022)
Le 24 mars à NXT, il est annoncé que les NXT Tag Team Championship deviennent vacants après sa blessure.
Le 5 janvier 2022, il est renvoyé par la WWE.

## Palmarès
- 1 Pro Wrestling
  - 1 fois 1PW World Heavyweight Champion
  - 1 fois 1PW Openweight Champion

- Frontier Wrestling Alliance
  - 1 fois FWA World Heavyweight Champion (actuellement)
  - 1 fois FWA Tag Team Champions avec Stixx

- Full Impact Pro
  - 1 fois FIP Florida Heritage Champion

- German Stampede Wrestling
  - 1 fois GSW Tag Team Champions avec Matt Vaughn

- International Pro Wrestling: United Kingdom
  - 2 fois IPW:UK Champion

- LDN Wrestling
  - 2 fois LDN Champion
- Premier Promotions
  - Vainqueur du Worthing Trophy (2008)

- Pro Wrestling 101
  - 1 fois PW101 Champion

- Real Quality Wrestling
  - 1 fois RQW Heavyweight Champion

- Westside Xtreme Wrestling
  - 1 fois wXw Tag Team Champions  avec Doug Williams

- Autre titres
  - 1 fois RAMWA Heavyweight Champion
  - 1 fois BOBW Heavyweight Champion

- World Wrestling Entertainment
  - 1 fois Champion par équipes de la NXTavec Oney Lorcan

## Récompenses des magazines
- Power Slam
  - PS 50 : 2008/4
- Pro Wrestling Illustrated

| Année | 2007 | 2008       | 2009 | 2010 | 2011 | 2012       | 2013 | 2014 à 2016 | 2017 | 2018 | 2019 |
| ----- | ---- | ---------- | ---- | ---- | ---- | ---------- | ---- | ----------- | ---- | ---- | ---- |
| Rang  | 335  | Non classé | 135  | 182  | 246  | Non classé | 382  | Non classé  | 333  | 370  | 193  |